# Reform UK
Reform UK er et britisk højrepopulistisk politisk parti, som blev dannet i november 2018 under navnet Brexit Party, og støttede en såkaldt no-deal Brexit. Efter at Brexit blev gennemført i januar 2020, blev partiet omdøbt til Reform UK, og har været aktiv i en bredere politisk scene.

## Historie

### Brexit Party
Partiet blev dannet af den tidligere UK Independence Party talsmand Catherine Blaiklock, med fuld støtte fra Nigel Farage, i november 2018, og projektet blev offentliggjort i januar 2019. Blaiklock trådte ned som partiformand i marts 2019 som resultat af kritik over islamofobiske tweets hun havde lavet mellem 2017 og 2019. Som resultat overtog Farage rollen som partiformand for Brexitpartiet.
Mange af partiets medlemmer kom til partiet i protest mod den nyvalgte UKIP-formand Gerard Batten, og i februar 2019 havde i alt ni europaparlamentarikere, som tidligere havde været valgt for UKIP, skiftet til Brexitpartiet. Yderlige fem parlamentarikere skiftede til partiet, og i alt skiftede 14 ud af UKIPs 24 europaparlamentarikere til Brexitpartiet over disse måneder.
Partiets debutvalg var Europa-Parlamentsvalget 2019, hvor at partiet vandt 31,6% af stemmerne og 29 mandater, som gjorde dem til det markant største parti i landet. Dette var dog kortvarigt, da Brexit blev færdiggjort i januar 2020, og dermed ophørte alle britiske plader i Europa-Parlamentet. Partiet deltog også i Parlamentsvalget i Storbritannien 2019, men vandt her ingen repræsentation.

### Reform UK
Farage annoncerede i december 2019, at partiet ville skifte partinavn, og sætte fokus på andre reformer efter Brexit, hovedsageligt omkring reform af det britiske valgsystem. Partiets rebranding til Reform UK blev officielt i november 2020, og partiet optog i denne kontekst også en ny hovedposition, som et protestparti imod nedlukninger som resultat af Coronaviruspandemien. I januar 2021 godkendte den britiske valgkomission det nye navn, og partiet var officielt nu Reform UK.
I marts 2021 trådte Farage tilbage som formand, og blev erstattet af Richard Tice. Farage forblev aktiv i partiet gennem den nyoprettet position som partiets ærespræsident.
Kort efter at premierminister Rishi Sunak udskrev valg i 2024 blev det annonceret at Farage ville vende tilbage som partileder. Ved valget lykkedes det Reform at vinde fem plader i underhuset.

## Ideologi
Partiet opstod i stor grad som et enkeltsagsparti med fokus på at støtte et hårdt Brexit. Farage sagde i april 2019, at partiet havde i stor grad samme tankegods som UK Independence Party, men ikke havde de samme personer, som havde drevet medlemmer væk fra UKIP.
Efter at Brexit var gennemført, reformerede partiet imod fokus på mere traditional nationalkonservativ og højrepopulistisk politk, især indenfor områder som indvandring og økonomi. Partiet har også et særligt fokus på reform af valgsystemet i Storbritannien, da de ønsker at bevæge sig imod et mere repræsentativt system. Partiet blev under Coronaviruspandemien fokuseret på at stå i modstand til nedlukningerne.

## Valgresultater

### Nationale valg
| Valg | Partileder   | Stemmer   | %     | Pladser |
| ---- | ------------ | --------- | ----- | ------- |
| 2019 | Nigel Farage | 642.303   | 2,0%  | 0 / 650 |
| 2024 | Nigel Farage | 4.117.221 | 14,3% | 5 / 650 |

### Lokale valg
| Valg | Regionale valg | Regionale valg | Regionale valg | Valgkreds valg | Valgkreds valg | Valgkreds valg | Pladser i alt |
| ---- | -------------- | -------------- | -------------- | -------------- | -------------- | -------------- | ------------- |
| 2021 | 11.730         | 1,1%           | 0 / 20         | 17.405         | 1,6%           | 0 / 40         | 0 / 60        |

| Valg | Regionale valg | Regionale valg | Regionale valg | Valgkreds valg | Valgkreds valg | Valgkreds valg | Pladser i alt |
| ---- | -------------- | -------------- | -------------- | -------------- | -------------- | -------------- | ------------- |
| 2021 | 5.793          | 0,2%           | 0 / 56         | –              | –              | 0 / 73         | 0 / 129       |

| Valg | Regionale valg | Regionale valg | Regionale valg | Valgkreds valg | Valgkreds valg | Valgkreds valg | Pladser i alt |
| ---- | -------------- | -------------- | -------------- | -------------- | -------------- | -------------- | ------------- |
| 2021 | 25.009         | 1,0%           | 0 / 11         | 62.263         | 2,4%           | 0 / 14         | 0 / 25        |
| 2024 | 145.409        | 5,9%           | 1 / 11         | 188.420        | 7,4%           | 0 / 14         | 1 / 25        |

### Europæiske valg
| Valg | Partileder   | Stemmer   | %     | Pladser |
| ---- | ------------ | --------- | ----- | ------- |
| 2019 | Nigel Farage | 5.248.533 | 30,5% | 29 / 73 |